# I'm Yours
"I'm Yours" é o primeiro single de We Sing. We Dance. We Steal Things, o terceiro álbum de estúdio de Jason Mraz.
O som foi originalmente lançado como uma edição limitada para EP, chamada Extra Credit, como uma demo, em 2005, para promover o segundo álbum de estúdio de Mraz, MR. A-Z. 
"I'm Yours" foi nomeada nas categorias de Canção do Ano e Melhor Performance Pop Masculina no 51.º Grammy Awards.

## Versões
1. "I'm Yours" (Rádio) - 3:35
2. "I'm Yours" (Versão do álbum) - 4:03

UK CD
(lançado em 2 de junho de 2008)
1. "I'm Yours"
2. "If It Kills Me"

UK re-release CD
(lançado em 15 de dezembro de 2008)
1. "I'm Yours"
2. "Winter Wonderland"
3. "If It Kills Me" (de Casa Nova Sessions)
4. "I'm Yours" (video)

## Charts
| Chart (2008)                                 | Melhor posição |
| -------------------------------------------- | -------------- |
| Argentinian Singles Chart                    | 1              |
| Australian ARIA Singles Chart                | 3              |
| Austrian Singles Chart                       | 2              |
| Belgian Ultratop 50 (Flanders)               | 27             |
| Billboard Brasil Hot 100 Airplay             | 71             |
| Canadian Hot 100                             | 3              |
| Danish Singles Chart                         | 3              |
| Dutch Singles Chart                          | 4              |
| European Hot 100 Singles                     | 27             |
| Finnish Singles Chart                        | 11             |
| German Singles Chart                         | 8              |
| Israeli Singles Chart                        | 5              |
| Italian FIMI Singles Chart                   | 4              |
| Irish Singles Chart                          | 10             |
| Norwegian Singles Chart                      | 1              |
| New Zealand RIANZ Singles Chart              | 1              |
| Swedish Singles Chart                        | 1              |
| Swiss Singles Chart                          | 6              |
| Turkish Singles Chart                        | 7              |
| UK Singles Chart                             | 11             |
| U.S. Billboard Hot 100                       | 6              |
| U.S. Billboard Hot Adult Top 40 Tracks       | 1              |
| U.S. Billboard Hot Adult Contemporary Tracks | 1              |
| U.S. Billboard Pop 100                       | 5              |